# Священная конгрегация здравоохранения
Священная Конгрегация здравоохранения или Конгрегации здравоохранения (лат. Congregatio pro ) — ныне упразднённое учреждение Римской Курии.

## Учреждение
Папа римский Урбан VIII (1623-1644) создал эту дикастерию бреве Paternæ ac precipuæ от 27 ноября 1630 года.

## Особенности
Это учреждение образовывалось, когда Церковное государство хотело обуздать вспышки серьёзных инфекционных заболеваний.

## История
На основе материалов, и возглавляет кардинал, префект здравоохранения, был заменён в части при Святом Престоле, в принятии решений, чтобы предотвратить или ограничить его распространением.
Урбан VIII назначил своего племянника, кардинала Франческо Барберини, префектом "по здравоохранению", который должен был назначить апостольских комиссаров для проверки, с вооруженными патрулями, все сухопутные и морские границы Папского государства (санитарный кордон) и ввести в действие законодательство. В то время он был по-прежнему утверждая, жертв чумы в Милане в 1629 году, к Мандзони.
Конгрегация здравоохранения вновь появлялась в 1656 году (чума в Риме) в 1691 году (чума в Неаполе) и 1743 году (лихорадка в Мессине), как показано в документах и картах, сделанные в этих обстоятельствах, ещё сохранившиеся в Государственном архиве и архиве Секретных архивов Ватикана.

## Упразднение
Эта дикастерия была изменена папой Григорием XVI (1831-1846), который создал специальную Конгрегацию здравоохранения во время опустошительной эпидемии холеры.